# Леннарт Нільссон
Бу Леннарт Рогер Нільссон (швед. Bo Lennart Roger Nilsson, нар. 1 січня 1959) — шведський футболіст, що грав на позиції нападника. Дворазовий чемпіон Швеції та володар Кубка УЄФА. 
Виступав за клуби «Ельфсборг» та «Гетеборг», а також національну збірну Швеції.

## Клубна кар'єра
У дорослому футболі дебютував 1978 року виступами за команду клубу «Ельфсборг», в якій провів вісім сезонів, взявши участь у 196 матчах чемпіонату.  Більшість часу, проведеного у складі «Ельфсборга», був основним гравцем атакувальної ланки команди.
1986 року перейшов до клубу «Гетеборг», за який відіграв 4 сезони. Завершив професійну кар'єру футболіста виступами за цю ж команду в 1990 році.

## Виступи за збірну
13 листопада 1982 року дебютував у складі національної збірної Швеції у матчі проти Кіпру. Протягом кар'єри у національній команді провів у формі головної команди країни лише 6 матчів.

## Титули і досягнення
- Чемпіон Швеції (2):

«Гетеборг»:  1987, 1990
- Володар Кубка УЄФА (1):

«Гетеборг»:  1986-1987